# 古海忠之

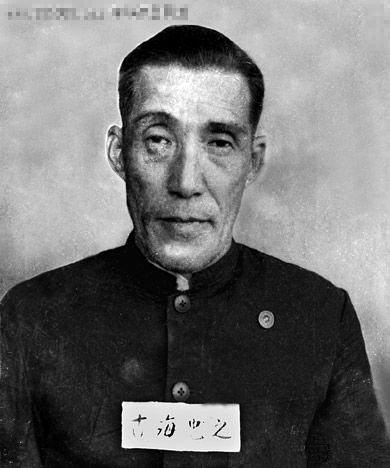
在抚顺战犯管理所的古海忠之

古海忠之（日语：／ Furumi Tadayuki，1900年5月5日—1983年8月23日），日本东京都人，日本帝国的大藏官僚、满洲国官僚、实业家。

## 生平

### 大藏官僚
古海忠之早年先后于京都府立京都第一中学校、第三高等学校毕业，1924年月从東京帝国大学法学部政治学科毕业。学生時代，他是东京帝国大学野球（棒球）部成员，是主力捕手（帝国大学時代兼橄榄球部）。中学時代，他曾参加第3回全国中等学校優勝野球大会。
1924年4月，古海忠之入大藏省，在銀行局特别銀行課任职，同年通过高等文官行政科国家考试。同期入省的有青木實（满洲国经济部次長，二战後曾被苏联关押在西伯利亚，后任合同証券会長、水户常盤銀行社長）、難波经一（满洲国専卖公署副署長、軍需省燃料局長官、整備局長官，二战後任山陽纸浆社長、会長）等人。1924年12月至1925年12月，古海忠之在东京步兵第一联队服兵役，曾任主计军曹。退伍后返回大藏省特别銀行課任职。1926年12月，任宇都宮税務署長。1929年12月，任東京幸橋税務署長。1932年3月，任大藏省营繕管財局事務官。
1932年满洲国建国后，关東軍急需人材，国有財産課長星野直樹选拔古海忠之等人成为派往满洲国的官吏。1932年7月，古海忠之作为大藏省满洲国派遣团的一员赴满洲国，该团团长星野直樹（国務院財政部总務司長），团员有松田令輔（总務庁主計处長、大藏省总務局長、战後东急代理店社長、東急连锁酒店社長）、田村敏雄（財政部税務司国税科長、濱江省次長、战後大藏財務協会理事長、宏池会事務局長）、田中恭（財政部理財司長、满洲重工業理事、满洲製铁常務理事）、阪田純雄（財政部税務司長、興亚院、战後名古屋財務局長、証取委事務局長、日本電工社長）、永井哲夫（財政部关税司長）、山梨武夫（専卖总局副局長、財政部总務司長、商務司長、满洲重工業理事，1945年10月逝世，東北帝国大学毕业）等人。其他关東厅在籍的大藏官僚有源田松三（財政部税務司長、总务厅次長、奉天省次長、战後モロゾフ酒造社長・会長、广島加計町長、源田实之兄）也参加了该团。1932年8月，古海忠之从大藏省辞職。

### 初入满洲国
1932年10月，古海忠之任满洲国国務院总务厅理事官、总务厅主計处总務科長兼特別会計科長。1933年5月，任主計处一般会計科長。1933年9月，任人事处給与科長。1934年12月，任人事处長。1935年春，任新京满洲国野球团監督。同年秋，設立東京巨人軍。1935年11月，任主計处長。
1840年鸦片战争之前，和整个中国大陸一样，鸦片也在为禍满洲，1932年10月满洲国制定鸦片法后，采用鸦片渐减的方針，以最终实现禁绝鸦片，故对鸦片采取专卖制（国有化）。古海忠之原来在大藏省的同期同僚難波经一成为专卖公署（后改专卖总署）的实际负责人。1938年，对华中央機关興亚院成立。此前由特務機关作为謀略資金管理運营的鸦片收益金转由興亚院管理，满洲国掌握的蒙疆産鸦片的利益金也成为興亚院的管理对象，古海忠之因此同興亚院折衝。1940年6月，古海忠之就任满洲国国務院经济部次長。任内，古海忠之继续实行鸦片漸减政策，关東軍因军费需要而依赖的熱河産鸦片专卖事宜被他托付给好友里見甫。

### 协和会的斗争
1937年，古海忠之拒绝就任满洲国協和会指導部長的职务。后来，他被闻知此事的总务部長甘粕正彦热情说服，乃就任人事处長（局長）兼任满洲国協和会指導部長。针对关東軍参謀副長石原莞爾個人将协和会作为“同志的組織”傾向，甘粕正彦认为有必要对协和会进行“国民組織”改革。就任指導部長后，古海忠之同石原莞爾激烈对立，古海忠之获得星野直树、岸信介等人支持，当然甘粕正彦及关东军本身也支持他，1938年12月，石原莞爾被降为舞鶴要塞司令官。古海忠之认为，石原莞爾降职的背后，是关東軍参謀長東條英機以及兄事東條英機的官僚的、現实的甘粕正彦同野人的、理想家的石原莞爾之间的矛盾，其直接原因是石原莞爾在協和会同古海忠之的对立。 。
在总務部長甘粕正彦、指導部長古海忠之的二元体制下，協和会继续运作，石原莞爾被降职后，为保持均衡，经关東軍介入，古海忠之被解除了指導部長的职务，于1939年3月派赴德国参加纳粹党党大会，并赴欧洲考察，1940年5月返回。

### 满洲国末期
1940年，古海忠之任满洲国经济部次長。1941年，古海忠之任满洲国总务厅次长，任内参与制定第一次满洲国産业開发五年計画。1944年，石渡荘太郎大臣及谷口恒二次官邀请古海忠之作为候補大藏次官归国，任命其为大藏省理財局長。但是，一直到日本投降前，古海忠之仍留在新京，协助总務厅長官武部六藏执掌满洲国行政，决定满洲国政策，人称「满洲国副总理」。
1945年8月16日上午，甘粕正彦在满洲映画理事长室举行威士忌酒会，招待和他亲近的古海忠之及关屋悌蔵（厚生部次長）二人，为自杀做最后的诀别，古海忠之劝说甘粕正彦不要自杀，但没有效果，只是收藏了他给古海忠之和大園長喜（甘粕的憲兵同期战友，興安北省次長，满洲農機具会社理事長）的遗书 。

### 战犯生涯
不久，古海忠之被苏联红军逮捕，与关东军其他主要的官吏一起遭遇西伯利亚抑留，被关押在赤塔、哈巴罗夫斯克等地。在严寒和残酷的拘留生活中，他们被苏联方面视为反动的战犯。因此，在哈巴罗夫斯克收容所，古海忠之、下村信貞（外交部次長，因涉嫌准备对苏联开战而在苏联关押期间死亡）、井上忠也（大同学院院長）、高橋康順（满洲国参議府参議）成为「民主運動」「反軍斗争」的目标。日军下级官兵对他们进行袋鼠法庭虐待，称他们「你们只配给白桦树当肥料！」。他们在各种批斗和虐待下，被迫从事繁重的劳动。。
1950年，古海忠之等人被中华人民共和国引渡到中国，关押在撫順战犯管理所。他们的衣食住等方面待遇比在苏联有了很大改善，「認罪」主要靠自主的思想改造学习。1956年6月，他被判处有期徒刑18年。1963年2月古海忠之获得释放，结束了作为战犯的囚犯生活，同年3月回到日本。其被释放归国的原因，主要是中国希望改善同日本的关系，争取岸信介等日本「右派」。在撫順战犯管理所同中共激烈斗争的鈴木啓久（原陸軍中将、原第117師团長，同年5月获释归国）等11人未能同期获释。

### 投身实业
1966年2月，古海忠之任大谷重工業副社長。1968年5月，任東京卸売センター社長。1971年，古海忠之获得勳二等瑞宝章。1978年2月，任東京卸売センター会長、テーオーシー相談役、ニューオータニ取締役。
1983年8月23日，古海忠之逝世，享年83歲。

## 家庭
- 義兄：小金義照。
- 長子：古海建一（国際善隣協会理事長、原東京銀行常務、原湯浅商事会長）。